# إريك شامب
إريك شامب (بالفرنسية: Éric Champ) هو لاعب اتحاد الرغبي فرنسي، ولد في 8 يونيو 1962 في تولون في فرنسا.

## وصلات خارجية
- إريك شامب عل موقع إسبنسكروم (الإنجليزية)
- إريك شامب على موقع ItsRugby.co.uk (الإنجليزية)